# Costin Ionașcu
Costin Ionașcu, cunoscut și sub numele Constantin V. Ionașcu, (n. 7 noiembrie 1890, Focșani, Vrancea, România – d. 26 noiembrie 1969, București, România) a fost un general de corp de armată român, care a luptat în cel de-al Doilea Război Mondial atât pe Frontul de Est, cât și pe Frontul de Vest și a deținut apoi funcția de șef al Marelui Stat Major al Armatei Române (20 iunie 1945 - 27 decembrie 1947).

## Biografie

### Tinerețea și începutul carierei militare
Costin Ionașcu s-a născut la data de 7 noiembrie 1890 la Focșani. După absolvirea studiilor liceale, a urmat Școala Militară de ofițeri activi de artilerie, geniu și marină din București (1910-1912), fiind avansat la 1 iulie 1912 la gradul de sublocotenent și repartizat comandant de pluton în Regimentul 11 Artilerie. A frecventat apoi, în perioada 1913-1914, cursurile Școlii de Aplicație de Artilerie din București, după care, la 1 august 1915, a fost înaintat la gradul de locotenent.

### Primul Război Mondial
În timpul Primului Război Mondial a avut funcțiile de comandant de baterie și divizion în Regimentul 11 Artilerie (1916-1917) și a luat parte în toamna anului 1916 la luptele de pe văile râurilor Buzău și Ialomița, apoi, în anul următor, la Bătălia de la Mărășești (24 iulie/6 august - 6/19 august 1917). În semn de recunoaștere a eroismului său a fost înaintat la 1 aprilie 1917 la gradul de căpitan.
După război a urmat studii la Școala Superioară de Război (Academia Militară, în prezent Universitatea Națională de Apărare „Carol I”, pe care le-a absolvit în 1921. Între timp, a fost avansat la 1 aprilie 1920 la gradul de maior. A îndeplinit apoi funcțiile de ofițer de stat major la Comandamentul Militar al Basarabiei (1921-1923) și șef de birou în Comandamentul Inspectoratului 1 armată (1 decembrie 1923 — 10 mai 1930), apoi a fost înaintat la gradul de locotenent-colonel și numit comandant de divizion în Regimentul 25 Artilerie (10 mai 1930 - 31 martie 1934). La 1 aprilie 1934 a devenit profesor de trageri și tactică generală la Centrul de Instrucție al Artileriei.
Avansat la gradul de colonel la 8 iunie 1936, a devenit comandant al Regimentului 2 Artilerie Grea (1936-1938). La 1 octombrie 1938 a fost transferat în funcția de șef al Secției Transporturi din Marele Stat Major pe care a deținut-o până în 1940. A revenit apoi în funcții de comandă, fiind numit la 1 martie 1940 în postul de comandant al Brigăzii 10 Artilerie. A participat la operațiunile militare pentru înăbușirea Rebeliunii legionare (21—23 ianuarie 1941).

### Al Doilea Război Mondial

#### Frontul antisovietic
Colonelul Ionașcu a fost numit apoi în funcția de comandant al garnizoanei Tulcea, deținând, prin delegație, și funcția de prefect al județului Tulcea în perioada 30 ianuarie 1941 - 20 ianuarie 1942. A deținut postul de comandant al artileriei Diviziei 10 infanterie (1941), aflată în dispozitiv de apărare pe Dunăre. A fost înaintat în 24 ianuarie 1942 la gradul de general de brigadă.
A comandat apoi Brigăzile 10 și 5 artilerie (1942) și artileria Corpului 5 Armată (1942-1943) în luptele de la cotul Donului. La 21 martie 1943, după mutarea generalului Constantin Panaitiu la comanda Diviziei 1 Infanterie, generalul Ionașcu a fost numit comandant al Diviziei 9 Infanterie, cu care s-a retras de pe Don în Dobrogea.

#### Frontul antihitlerist

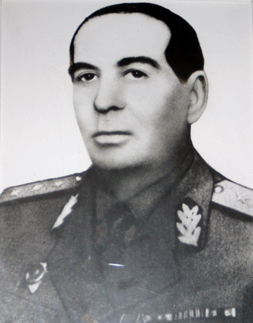
Generalul Costin Ionașcu.

După arestarea lui Antonescu la data de 23 august 1944 și întoarcerea armelor împotriva Germaniei, generalul Ionașcu a condus operațiunile militare ale Diviziei 9 Infanterie împotriva trupelor germane din Dobrogea în perioada 24-29 august 1944. Trupele conduse Costin Ionașcu au capturat un număr mare de prizonieri și cantități importante de materiale de război și au eliberat localitățile Hârșova, Cernavodă și Tortoman. Unitățile diviziei sale s-au îndreptat apoi spre București, participând la lichidarea rezistenței germane din zona Pipera - Băneasa - Otopeni.
Generalul Ionașcu s-a remarcat prin conducerea fermă a diviziei sale în campania pentru eliberarea nordului Transilvaniei (septembrie — octombrie 1944), reușind să înainteze către frontiera vestică a României din 1940 după lupte grele purtate în zona Cipău - Târnăveni - Cerghid și pentru cucerirea dealului Sângeorgiu și eliberând satele Cojocna și Apahida. Unitățile Diviziei 9 Infanterie au luat parte, alături de alte unități române, la luptele din zona orașului Carei (octombrie 1944), apoi au pătruns pe teritoriul Ungariei în urmărirea armatelor germano-maghiare, forțând râul Tisa și stabilind un cap de pod de la Csobaj (decembrie 1944). În plin avans al unităților diviziei generalul Ionașcu a fost rechemat în România la 15 noiembrie 1944 și a fost numit în 4 decembrie 1944 în postul de inspector general al Artileriei din Ministerul de Război (decembrie 1944 - martie 1945).
La începutul anului 1945 a fost avansat la gradul de general de divizie, iar la 1 aprilie 1945 a fost numit în funcția de comandant al Corpului 2 Armată care lupta pe teritoriul Cehoslovaciei. Generalul Ionașcu a condus operațiile militare din zona Munților Tatra Mică, iar unele unități aflate în subordinea lui (diviziile 1 cavalerie, 3, 6 și 11 infanterie) au învins trupele inamice în zona Kľačno - Tužina, apoi au pătruns 12 km în adâncime pe teritoriul stăpânit de germani (8-14 aprilie 1945), atingând și traversând în mișcare râul Váh (15 aprilie 1945) către Carpații Albi, unde au lichidat unele din ultimele puncte de rezistență inamică (28 aprilie 1945). Corpul 2 Armată a purtat ultimele lupte în zona Vysoké de pe teritoriul Cehiei (8-12 mai 1945).
După încheierea războiului, generalul de divizie Costin Ionașcu a îndeplinit funcția de șef al Marelui Stat Major al Armatei Române (20 iunie 1945 – 27 decembrie 1947). A fost decorat la 4 august 1945 cu Ordinul Militar „Mihai Viteazul” cu spade, clasa III:
„Pentru bravura personală și priceperea deosebită, cu care și-a condus divizia pe câmpul de luptă, reușind prin acțiuni repezi de zi și noapte să înainteze dela D. Sângeorgiului, prin Apahida, dincolo de Carei Mari. Prin manevre îndrăsnețe reușește să cucerească orașele Apahida și Careii Mari, atingând vechea frontieră. Depășind avantgărzile, intră în satul Cojocna, primul sat desrobit, apoi în Diosad, pe care-l curăță de ultimele elemente maghi[a]re. În seara de 23 Octomvrie 1944, intră în satul Mecențiu și pune pe fugă cu Statul său Major patrulele germane, asigurând și legătura între coloane. La Greaca, în fruntea unui batalion din Reg. 40 Infanterie, manevrează rezistențele inamice și deschide drumul diviziei spre Myrsid”.
Decretul regal nr. 2.467 din 4 august 1945
Un an mai târziu, la 23 august 1946, Costin Ionașcu a fost înaintat la gradul de general de corp de armată. A fost trecut în rezervă la 1 ianuarie 1948.

### Ultimii ani
Generalul Ionașcu a fost decorat, prin Decretul Consiliului de Stat al Republicii Populare Romîne nr. 500/1964, cu Ordinul „23 August” clasa a II-a „pentru merite deosebite în opera de construire a socialismului, cu prilejul celei de a XX-a aniversări a eliberării patriei”.
A murit la 26 noiembrie 1969 la București.

## Cărți publicate
În decursul îndelungatei sale cariere generalul Costin Ionașcu a publicat câteva lucrări pe teme de artilerie, plus o lucrare memorialistică:
- Siguranța artileriei (1932);
- Organizarea și conducerea exercițiilor (1933);
- Conducerea divizionului în legătură cu celelalte arme (1935);
- Aplicațiuni asupra luptei pe front larg și în cazuri speciale (1935);
- Mărturia documentelor (Editura Militară, București, 1968).

## Decorații
- Medalia „Avântul Țării”
- Ordinul „Steaua României” cu spade în grad de cavaler și panglică de Virtute Militară
- Crucea Comemorativă a Războiului 1916-1918
- Ordinul „Steaua României” în gradul de ofițer (8 iunie 1940)[13]
- Medalia „Victoria”
- Ordinul „Coroana României”, clasa a IV-a
- Ordinul „Steaua României”, clasa a IV-a
- Ordinul Militar „Mihai Viteazul” cu spade, clasa a III-a (4 august 1945)[10]
- Ordinul „23 August” clasa a III-a (12 august 1959) „pentru contribuția activă la întărirea regimului democrat-popular”[14]
- Ordinul „23 August” clasa a II-a (10 august 1964) „pentru merite deosebite în opera de construire a socialismului, cu prilejul celei de a XX-a aniversări a eliberării patriei”[12]